# Liste des lieux patrimoniaux de l'Ouest de Terre-Neuve
Cet article recense les lieux patrimoniaux de l'ouest de Terre-Neuve inscrits au répertoire des lieux patrimoniaux du Canada, qu'ils soient de niveau provincial, fédéral ou municipal. 
Pour plus de commodité, la liste des lieux patrimoniaux de Terre-Neuve-et-Labrador est divisée par région ou municipalités locales, étant donné qu'il existe plusieurs milliers de lieux patrimoniaux à Terre-Neuve-et-Labrador. Ceci est un choix rédactionnel et non pas officiel.

## Listes
- Saint-Jean de Terre-Neuve
- Péninsule d'Avalon (excluant Saint-Jean de Terre-Neuve)
- Péninsule de Bonavista
- Centre de Terre-Neuve
- Ouest de Terre-Neuve
- Labrador

- Haut – A
- B
- C
- D
- E
- F
- G
- H
- I
- J
- K
- L
- M
- N
- O
- P
- Q
- R
- S
- T
- U
- V
- W
- X
- Y
- Z
- 0-9

| [ 1 ] | Lieu patrimonial                                             | Illustration                                               | Municipalité     | Adresse                        | Coordonnées      | No    | Constr. | Prot.                                          | Rec. | Notes |
| ----- | ------------------------------------------------------------ | ---------------------------------------------------------- | ---------------- | ------------------------------ | ---------------- | ----- | ------- | ---------------------------------------------- | ---- | ----- |
| M     | Old Anglican Cemetery                                        | Old Anglican Cemetery                                      | Anchor Point     |                                | 51.2348 -56.7994 | 8060  |         | Municipal Heritage Building, Structure or Land | 2007 |       |
| P     | John Rodway Senior Residence                                 | Téléverser                                                 | Baine Harbour    |                                | 47.3603 -54.8886 | 2628  | 1899    | Registered Heritage Structure                  | 2002 |       |
| F     | Résidence du gardien                                         | Téléverser                                                 | Belle Isle       |                                | 51.8828 -55.3861 | 3629  | 1856    | Recognized Federal Heritage Building           | 1990 |       |
| F     | Tour de phare                                                | Téléverser                                                 | Belle Isle       |                                | 51.9989 -55.2891 | 3904  | 1905    | Recognized Federal Heritage Building           | 1989 |       |
| F     | Édifice fédéral du patrimoine reconnu Feu supérieur          | Téléverser                                                 | Belle Isle       |                                | 51.8828 -55.3861 | 3905  | 1858    | Recognized Federal Heritage Building           | 1990 |       |
| P     | Quirpon Island Lightkeeper's Residence                       | Téléverser                                                 | Cap Bauld        |                                | 51.64 -55.4278   | 3182  | 1920    | Registered Heritage Structure                  | 2004 |       |
| P     | Adams Home                                                   | Adams Home                                                 | Cape Onion       |                                | 51.61 -55.6254   | 1895  | 1899    | Registered Heritage Structure                  | 1989 |       |
| P     | Holy Trinity Anglican Church Registered Heritage Structure   | Holy Trinity Anglican Church Registered Heritage Structure | Codroy           |                                | 47.8552 -59.2703 | 1947  | 1913    | Registered Heritage Structure                  | 1993 |       |
| F     | Phare du cap Anguille                                        | Phare du cap Anguille                                      | Codroy           |                                | 47.8983 -59.4108 | 13089 | 1960    | Recognized Federal Heritage Building           | 2007 |       |
| M     | 1942 Plane Crash Municipal Heritage Site                     | Téléverser                                                 | Conche           |                                | 50.8828 -55.8931 | 11949 |         | Municipal Heritage Building, Structure or Land | 2007 |       |
| M     | Captain Coubelongue Grave Site Municipal Heritage Site       | Téléverser                                                 | Conche           |                                | 50.9021 -55.8885 | 11945 |         | Municipal Heritage Building, Structure or Land | 2007 |       |
| P     | Casey Store                                                  | Téléverser                                                 | Conche           |                                | 50.8942 -55.8981 | 2034  | 1904    | Registered Heritage Structure                  | 2001 |       |
| M     | Casey Store and House Municipal Heritage Site                | Téléverser                                                 | Conche           |                                | 50.8942 -55.8981 | 11947 | 1904    | Municipal Heritage Building, Structure or Land | 2007 |       |
| P     | Martinique Bay Provincial Historic Site                      | Téléverser                                                 | Conche           |                                | 50.9008 -55.8997 | 3083  | 1707    | Provincial Historic Site                       | 1977 |       |
| M     | The Quidnock Municipal Heritage Site                         | Téléverser                                                 | Conche           |                                | 50.8835 -55.8968 | 11948 |         | Municipal Heritage Building, Structure or Land | 2007 |       |
| P     | William and Cecilia O'Neill Property                         | Téléverser                                                 | Conche           |                                | 50.8934 -55.8985 | 2183  | 1909    | Registered Heritage Structure                  | 2001 |       |
| M     | William and Cecilia O'Neill Property Municipal Heritage Site | Téléverser                                                 | Conche           |                                | 50.8936 -55.8986 | 11946 | 1909    | Municipal Heritage Building, Structure or Land | 2007 |       |
| P     | 067 Central Street                                           | 067 Central Street                                         | Corner Brook     |                                | 48.9513 -57.9328 | 2341  | 1925    | Registered Heritage Structure                  | 2002 |       |
| P     | Bank of Montreal                                             | Téléverser                                                 | Corner Brook     |                                | 48.9581 -57.9946 | 2340  | 1915    | Registered Heritage Structure                  | 2001 |       |
| P     | Corner Brook Public Building                                 | Corner Brook Public Building                               | Corner Brook     |                                | 48.9529 -57.9448 | 2342  | 1926    | Registered Heritage Structure                  | 2001 |       |
| P     | Glynmill Inn                                                 | Glynmill Inn                                               | Corner Brook     |                                | 48.9488 -57.9398 | 8579  | 1923    | Registered Heritage Structure                  | 2001 |       |
| P     | Julius Swirsky Clothing Stor                                 | Julius Swirsky Clothing Stor                               | Corner Brook     |                                | 48.9516 -57.9515 | 10843 |         | Registered Heritage Structure                  | 2008 |       |
| M     | Cow Head Light                                               | Cow Head Light                                             | Cow Head         |                                | 49.9198 -57.8137 | 3840  | 1909    | Municipal Heritage Building, Structure or Land | 2003 |       |
| M     | Dr. Henry N. Payne Community Museum                          | Dr. Henry N. Payne Community Museum                        | Cow Head         |                                | 49.913 -57.7948  | 3841  | 1941    | Municipal Heritage Building, Structure or Land | 2003 |       |
| M     | Gravesite of Cow Head's First Settlers                       | Téléverser                                                 | Cow Head         |                                | 49.9224 -57.8081 | 4033  |         | Municipal Heritage Building, Structure or Land | 2003 |       |
| M     | Old Anglican Cemetery                                        | Old Anglican Cemetery                                      | Cow Head         |                                | 49.9212 -57.8066 | 4034  |         | Municipal Heritage Building, Structure or Land | 2003 |       |
| P     | Long Point Light Station Dwelling                            | Long Point Light Station Dwelling                          | Crow Head        |                                | 49.6878 -54.8002 | 6407  | 1876    | Registered Heritage Structure                  | 2006 |       |
| M     | Long Point Lightstation Municipal Heritage Site              | Long Point Lightstation Municipal Heritage Site            | Crow Head        |                                | 49.6878 -54.8002 | 5994  | 1876    | Municipal Heritage Building, Structure or Land | 2004 |       |
| P     | Nurse Myra Bennett House Registered Heritage Structure       | Nurse Myra Bennett House Registered Heritage Structure     | Daniel's Harbour |                                | 50.2333 -57.5833 | 2186  | 1924    | Registered Heritage Structure                  | 1991 |       |
| P     | International Pulp and Paper Company Staff House             | International Pulp and Paper Company Staff House           | Deer Lake        |                                | 49.1705 -57.4325 | 2181  | 1924    | Registered Heritage Structure                  | 2002 |       |
| F     | Tour de phare                                                | Tour de phare                                              | Ferolle Point    |                                | 51.0206 -57.0936 | 3619  | 1914    | Recognized Federal Heritage Building           | 1989 |       |
| P     | St. Barnabas Anglican Church                                 | St. Barnabas Anglican Church                               | Flower's Cove    |                                | 51.2968 -56.7336 | 2105  | 1921    | Registered Heritage Structure                  | 1997 |       |
| M     | Stanley Ford Home and Outbuildings Municipal Heritage Site   | Téléverser                                                 | Jackson's Arm    |                                | 49.8656 -56.7957 | 5381  |         | Municipal Heritage Building, Structure or Land | 2006 |       |
| M     | Wicks Store Municipal Heritage Site                          | Téléverser                                                 | Jackson's Arm    |                                | 49.865 -56.773   | 5870  | 1926    | Municipal Heritage Building, Structure or Land | 2006 |       |
| P     | Hulan House                                                  | Téléverser                                                 | Jeffrey's        |                                | 48.2333 -58.845  | 2091  | 1866    | Registered Heritage Structure                  | 1991 |       |
| M     | Lourdes Land Settlement Site                                 | Lourdes Land Settlement Site                               | Lourdes          |                                | 48.6483 -58.9971 | 8009  |         | Municipal Heritage Building, Structure or Land | 2007 |       |
| M     | Bonne Bay Cottage Hospital Municipal Heritage Building       | Bonne Bay Cottage Hospital Municipal Heritage Building     | Norris Point     |                                | 49.5382 -57.8824 | 5262  | 1940    | Municipal Heritage Building, Structure or Land | 2003 |       |
| M     | Jenniex House                                                | Jenniex House                                              | Norris Point     |                                | 49.5244 -57.8849 | 8142  | 1926    | Municipal Heritage Building, Structure or Land | 2006 |       |
| F     | Lieu historique national du Canada de Port au Choix          | Lieu historique national du Canada de Port au Choix        | Port au Choix    |                                | 50.7088 -57.3796 | 11464 |         | National Historic Site of Canada               | 1970 |       |
| F     | Phare (Port au Choix)                                        | Téléverser                                                 | Port au Choix    |                                | 50.6977 -57.4066 | 9731  | 1892    | Recognized Federal Heritage Building           | 1991 |       |
| P     | Our Lady of Mercy Church Registered Heritage Structure       | Our Lady of Mercy Church Registered Heritage Structure     | Port au Port     |                                | 48.55 -58.7667   | 2280  | 1925    | Registered Heritage Structure                  | 1997 |       |
| P     | William Henry Pynn House                                     | Téléverser                                                 | Quirpon          |                                | 51.5803 -55.4333 | 2094  | 1892    | Registered Heritage Structure                  | 2001 |       |
| F     | Phare du cap Bauld                                           | Téléverser                                                 | Île Quirpon      |                                | 51.6391 -55.4282 | 13014 | 1961    | Recognized Federal Heritage Building           | 2007 |       |
| P     | Precious Blood Church and Bell House                         | Precious Blood Church and Bell House                       | St. Andrew's     |                                | 47.7764 -59.28   | 2238  | 1912    | Registered Heritage Structure                  | 2001 |       |
| M     | East Side Interdenominational Cemetery                       | East Side Interdenominational Cemetery                     | St. Anthony      |                                | 51.364 -55.569   | 10191 |         | Municipal Heritage Building, Structure or Land | 2008 |       |
| P     | Grenfell House                                               | Grenfell House                                             | St. Anthony      |                                | 51.3667 -55.5833 | 2324  | 1909    | Registered Heritage Structure                  | 1986 |       |
| F     | Lieu historique national du Canada de L'Anse aux Meadows     | Lieu historique national du Canada de L'Anse aux Meadows   | St. Anthony      | 11 km au nord de Saint-Luniare | 51.5984 -55.5618 | 4219  |         | National Historic Site of Canada               | 1968 |       |
| M     | The Grenfell Plaques                                         | The Grenfell Plaques                                       | St. Anthony      |                                | 51.3667 -55.5833 | 10171 |         | Municipal Heritage Building, Structure or Land | 2008 |       |
| M     | War Memorial (St. Anthony)                                   | War Memorial (St. Anthony)                                 | St. Anthony      |                                | 51.3607 -55.5818 | 8334  | 1959    | Municipal Heritage Building, Structure or Land | 2007 |       |
| P     | Arnold Morris House                                          | Téléverser                                                 | St. George's     |                                | 48.4333 -58.4803 | 2281  | 1909    | Registered Heritage Structure                  | 1998 |       |
| P     | St. George's Courthouse Registered Heritage Structure        | St. George's Courthouse Registered Heritage Structure      | St. George's     |                                | 48.4333 -58.4803 | 2111  | 1906    | Registered Heritage Structure                  | 2001 |       |
| P     | St. Joseph's Roman Catholic Church                           | St. Joseph's Roman Catholic Church                         | St. George's     |                                | 48.4334 -58.4803 | 2241  | 1904    | Registered Heritage Structure                  | 2000 |       |
| M     | Old Anglican Cemetery Municipal Heritage Site                | Téléverser                                                 | St. Pauls        |                                | 49.8588 -57.8218 | 12917 |         | Municipal Heritage Building, Structure or Land | 2008 |       |
| M     | Old Roman Catholic Cemetery Municipal Heritage Site          | Téléverser                                                 | St. Pauls        |                                | 49.8568 -57.8195 | 12920 |         | Municipal Heritage Building, Structure or Land | 2008 |       |
| P     | Jacob A. Crocker House                                       | Jacob A. Crocker House                                     | Trout River      |                                | 49.4809 -58.1277 | 2176  | 1898    | Registered Heritage Structure                  | 2003 |       |
| M     | Blanchard House                                              | Blanchard House                                            | Woody Point      |                                | 49.5046 -57.9149 | 4036  | 1904    | Municipal Heritage Building, Structure or Land | 2002 |       |
| M     | Bond Store                                                   | Bond Store                                                 | Woody Point      |                                | 49.5047 -57.913  | 4048  |         | Municipal Heritage Building, Structure or Land | 2002 |       |
| M     | Edward J. Roberts House                                      | Edward J. Roberts House                                    | Woody Point      |                                | 49.5025 -57.9133 | 4052  | 1922    | Municipal Heritage Building, Structure or Land | 2002 |       |
| M     | George and Jane Crocker House                                | George and Jane Crocker House                              | Woody Point      |                                | 49.5005 -57.9139 | 4040  |         | Municipal Heritage Building, Structure or Land | 2002 |       |
| M     | Haliburton House                                             | Téléverser                                                 | Woody Point      |                                | 49.5033 -57.913  | 4049  | 1900    | Municipal Heritage Building, Structure or Land | 2002 |       |
| P     | John William Roberts House                                   | John William Roberts House                                 | Woody Point      |                                | 49.5033 -57.9142 | 2190  | 1898    | Registered Heritage Structure                  | 2003 |       |
| M     | Old Anglican Cemetery                                        | Téléverser                                                 | Woody Point      |                                | 49.4999 -57.9165 | 4035  |         | Municipal Heritage Building, Structure or Land | 2002 |       |
| M     | Old Loft Restaurant/Jersey Room Crafts                       | Old Loft Restaurant/Jersey Room Crafts                     | Woody Point      |                                | 49.5006 -57.9136 | 4032  | 1936    | Municipal Heritage Building, Structure or Land | 2002 |       |
| M     | Prebble House                                                | Prebble House                                              | Woody Point      |                                | 49.502 -57.9137  | 4051  | 1922    | Municipal Heritage Building, Structure or Land | 2002 |       |
| M     | Roberts Store                                                | Roberts Store                                              | Woody Point      |                                | 49.5031 -57.913  | 4037  |         | Municipal Heritage Building, Structure or Land | 2002 |       |
| M     | Walter F. Butt House                                         | Walter F. Butt House                                       | Woody Point      |                                | 49.502 -57.9162  | 4050  | 1920    | Municipal Heritage Building, Structure or Land | 2002 |       |